# ギスプドワダ
ギスプドワダは、カナダのブリティッシュコロンビア州、およびアラスカ南東部の、ツィムシアン族のネイションの言葉で、オルカ（または "ゴンドウクジラ"）"クラン"（胞族）に対して用いられる名前である。それは、ブリティッシュコロンビア州のニスガ・ネイションやギトクサン・ネイションにおけるGisgahaast (variously spelled; also Gisk'aast) clanと同一もしくは類似のものと考えられている。ギトクサン族がこの集団に対して、文字通りにとれば"ファイヤーウィードの人々という意味のギスガアストGisgahaastという言葉を用いるが、ニスガ族はこの集団をツィムシアン族同様、オルカ・クランであるギスプドワダの名で呼んでいる。 
ギスプドワダの名称は語源がはっきりしていない。
ギスプドワダの主要クレストはオルカ（ツィムシアン語ではネークル）と ハイイログマ (Mediik).
ギスプドワダに属するツィムシアン族のほとんどの人々は、ギッマラクサーンかギトナウィナークスどちらかのイエ集団に属している。

## ギトマラクサーン　Git'mlaxam
ギトマラクサーンの起源は、スキーナ川の上流にあり、現在のギトクサン族のテリトリーにあたる、伝説上の土地テムラハン（別名としてテムラハム、ディムラハミドなどがある）もしくは"大草原の街"まで遡る。ギトマラクサーンはさらに細かく分けることができる。
ツィムシアン族におけるギトマラクサーンのイエ集団には、Gitkxaaa (キトカトラ) 部族の王族であるTs'ibasaaが含まれる。

## ギトナウィナークス　Gitnagwinaks
ギトナウィナークス（ときにNagunaksと綴られる） は、ブリティッシュコロンビア州のクレムトゥに居住するツィムシアン族のキタスー部族近くの、南方から移住まで辿れる。母グマの神話をめぐる議論のなかで、人類学者のマリウス・バルボーが1950年に、ツィムシアン族出身の民族誌学者であるウィリアム・ベイノンによって、その同輩のギトラン部族のE・マクスウェルから聞き取って出版した情報によると、キタスー部族のギスプドワダのイエの長であるWuts'iint, Dzagmsagisk, T'amksのあいだで、いくつかのクレストの特権をめぐって争いが起こり、ツィムシアン族のキトカトラ、 ギトウィルギオーツ、ギトラン部族への移住を引き起こしたのだという。
以下にギトナウィナークスに属するクレストを列挙する：
- 海のハイイログマ (midiigm ts'm 'aks)
- 二重のヒレがあるオルカ (wusngoopskinm nee'x 'neex?)
- 周りがヒレで覆われたオルカ (txatkunee'xs)
- ナウィナークスの怪物のチーフの妻 (Ligidadools)

## 書誌
- Barbeau, Marius (1928) The Downfall of Temlaham.  Toronto: MacMillan.

- Barbeau, Marius (1929) Totem Poles of the Gitksan, Upper Skeena River, ブリティッシュコロンビア州.  (Anthropological Series 12, National Museum of Canada Bulletin 61.)  Ottawa: Canada, Department of Mines.

- Barbeau, Marius (1950) Totem Poles.  (2 vols.)  (Anthropology Series 30, National Museum of Canada Bulletin 119.)  Ottawa: National Museum of Canada.  Reprinted, Canadian Museum of Civilization, Hull, Quebec, 1990.

- Glavin, Terry (1990) A Death Feast in Dimlahamid.  Vancouver: New Star Books

- Harris, Kenneth B., and Frances M. P. Robinson (1974) Visitors Who Never Left: The Origin of the People of Damelahamid.  Vancouver: UBC Press

- Robinson, Will (1962) Men of Medeek.  As told by Walter Wright.  Kitimat, B.C.: Northern Sentinel Press.